# George Washington Gale Ferris Jr.
George Washington Gale Ferris Jr, né à Galesburg (Illinois) 14 février 1859 et mort à Pittsburgh (Pennsylvanie) le 22 novembre 1896, est un ingénieur américain célèbre pour l'invention de la grande roue à l'occasion de l'Exposition universelle de 1893 à Chicago.

## Jeunesse

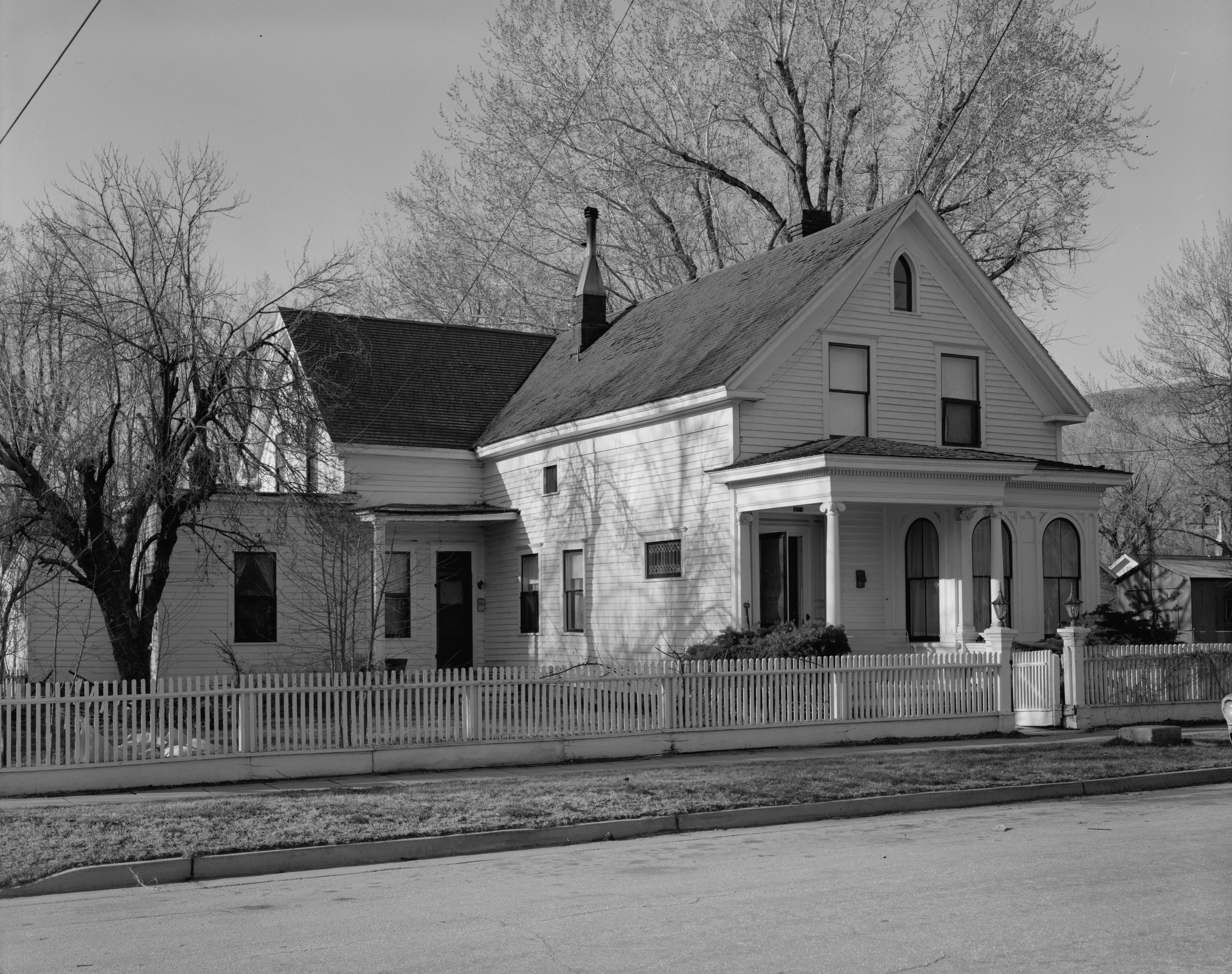
La maison de Sears-Ferris à Carson City

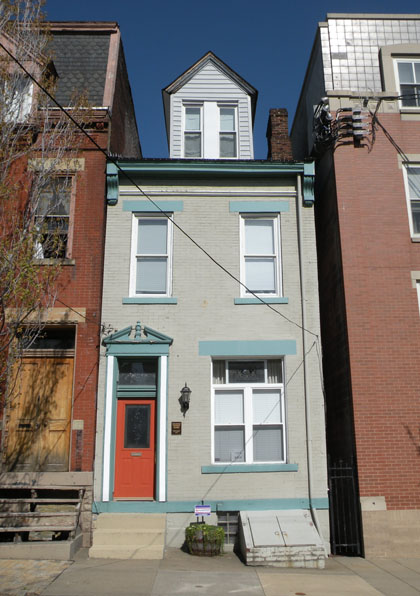
La maison de Ferris à Pittsburgh

Ferris est né le 14 février 1859 à Galesburg, petite ville de l'Illinois fondée par son homonyme George Washington Gale. Fils de George Washington Gale Ferris et de Martha Edgerton Hyde, il a un grand frère nommé Frederick Hyde, né en 1843. En 1864, alors qu'il avait cinq ans, sa famille vend sa laiterie et déménage au Nevada. Pendant deux ans elle habitera à Carson Valley.
De 1868 à 1890, George Washington Gale Ferris père est propriétaire de la maison Sears-Ferris au 311, rue Third Ouest de Carson City, à l'origine construite vers 1863 par Gregory A. Sears, homme d'affaires  pionnier de Carson City. La maison a été ajoutée au Registre national des lieux historiques le 9 février 1979.
Ferris père était agriculteur et horticulteur. Il a joué un rôle remarquable dans la majeure partie de l'aménagement paysagé de Carlson City dans les années 1870, ainsi que dans l'importation d'un grand nombre d'arbres de l'Est qui ont été plantés dans toute la ville.
Ferris quitte le Nevada en 1875 pour fréquenter l'Académie militaire de Californie à Oakland, d'où il sort diplômé en 1876. Il obtient son diplôme d'ingénieur civil du Rensselaer Polytechnic Institute à Troy (New York) en 1881. À cet institut, il a été membre fondateur de la section locale de la fraternité Chi Phi (en) et membre de la Rensselaer Society of Engineers (en). Il a été intronisé à l'Alumni Hall of Fame (temple de la renommée des anciens élèves) de cet institut en 1998.
Il commence sa carrière dans l'industrie du chemin de fer et s'intéresse en particulier à la construction des ponts. Il fonde la compagnie G.W.G. Ferris & Co. à Pittsburgh, en Pennsylvanie, pour tester et inspecter les métaux destinés à la construction de chemins de fer et de ponts.
Sa maison au 1318 Arch Street dans le Central Northside (en) a été ajoutée aux Designated Historic Structures (ouvrages historiques classés) de Pittsburgh le 28 juin 2001.

## Grande roue

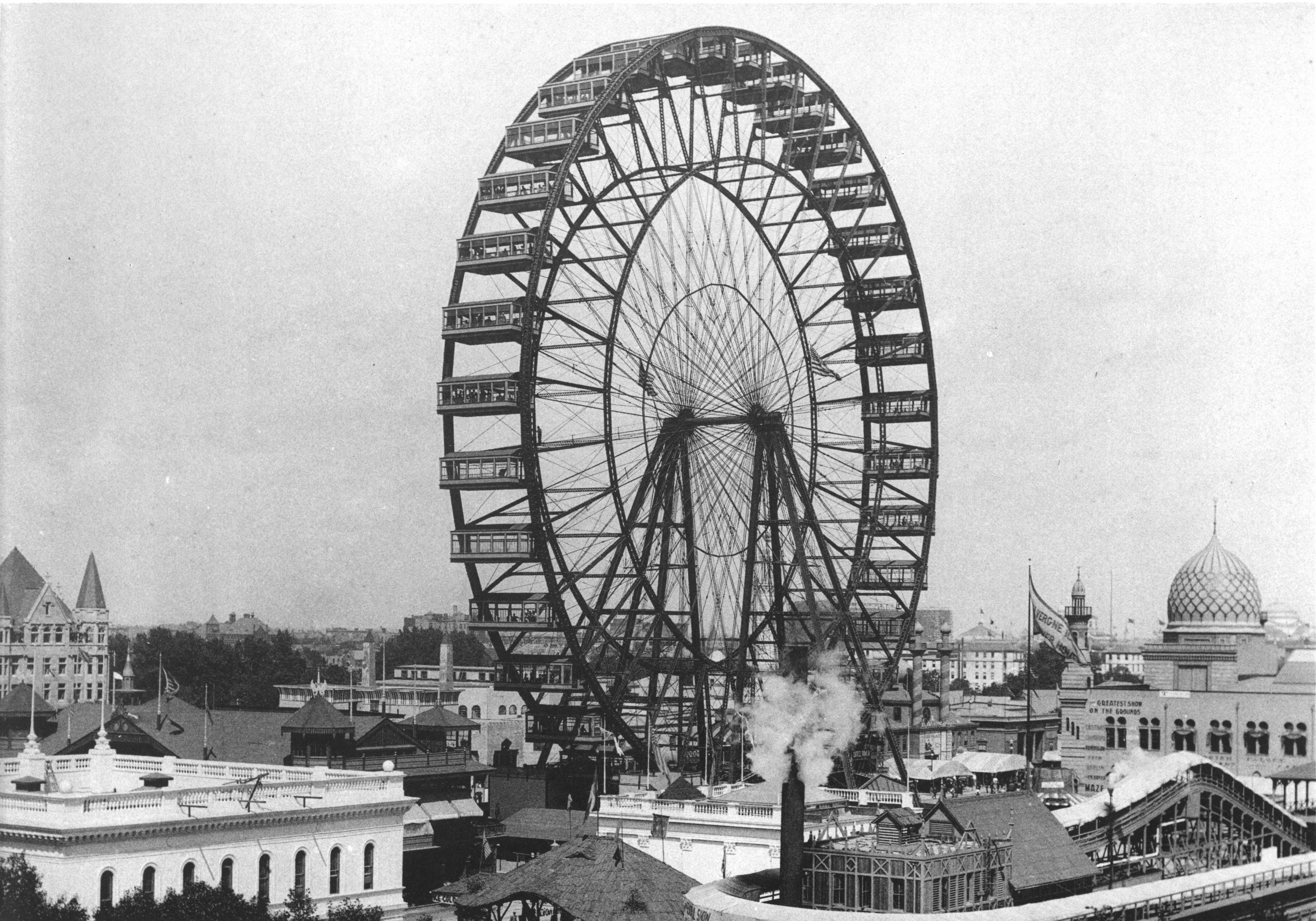
La grande roue de Chicago de 1893

L'annonce de la tenue de l'Exposition universelle de 1893 à Chicago (Illinois) attira Ferris dans la ville. En 1891, les organisateurs de l'exposition universelle organisèrent un concours pour faire concevoir aux ingénieurs américains un monument qui surclasserait la tour Eiffel, prouesse technique de l'Exposition universelle de Paris de 1889. Les responsables souhaitaient quelque chose « d'original, d'audacieux et d'unique ». Ferris répondit en proposant une roue d'où les visiteurs pourraient voir l'ensemble de l'exposition, une roue qui « Out-Eiffel Eiffel (damerait le pion à Eiffel). Les organisateurs émirent des réserves, craignant qu'une roue mobile faisant paraître les piétons petits ne pose des problèmes en matière de sécurité.
Ferris défendit son projet. Il revint quelques semaines plus tard avec quelques lettres de recommandation d'ingénieurs réputés, et le comité accepta le lancement de la construction. L'appui d'investisseurs locaux s'étant engagés à couvrir les coûts de construction estimés à 400 000 $ fut aussi un argument fort en faveur du projet de Ferris. Le comité organisationnel espérait que les recettes de la Grande roue combleraient le déficit de l'exposition et finiraient par la rentabiliser.
La Grande roue comptait 36 nacelles, chacune équipée de 40 sièges pivotants offrant une capacité totale de 60 personnes, de sorte que la roue pouvait contenir jusqu'à 2 160 visiteurs. Une fois l'exposition ouverte, elle reçut quelque 38 000 passagers quotidiens, qui faisaient deux tours en vingt minutes. Le premier tour comportait six arrêts pour les opérations de montée et de descente, alors que le second durait neuf minutes sans arrêt. Le tarif était de 50 cents par personne. Cette première grande roue transporta 2,5 millions de passagers avant d'être démolie en 1906.
Après la fermeture de l'exposition, Ferris engagea des poursuites judiciaires, arguant que la direction de l'exposition les avait spoliés, lui et ses investisseurs, de leur juste part du profit de près de 750 000 $ tiré de sa roue. Les poursuites durèrent deux ans.

## Mort
Le 22 novembre 1896, Ferris fils meurt de la fièvre typhoïde à l'hôpital des sœurs de la Miséricorde (en) de Pittsburgh peu de temps après son père, mort en 1895,. Ses cendres sont restées plus d'un an au crématorium de Pittsburg, dans l'attente de la réclamation de quelqu'un.
Google lui rendit hommage par un doodle interactif le 14 février 2013, jour du 154e anniversaire de sa naissance.